# Vajda Sándor (költő)
Vajda Sándor (Máramarossziget, 1903. január 8. – Bécs, 1979. július 14.) költő, műfordító, kritikus, grafikus.

## Életútja
Bécsben a kereskedelmi főiskolán diplomázott, utána kitanulta a szövőmesterséget. 1931-ben emigrált a Szovjetunióba, a II. világháborúban a Vörös Hadseregben harcolt mint önkéntes. Irodalmi, kritikai munkásságát baloldali orgánumokban fejtette ki, a Ma, a Forrás, Új Szó, 100%, Korunk, Sarló és Kalapács hasábjain. Német expresszionistáktól és kortárs szovjet íróktól fordított műveket. A II. világháború után Bécsben a kommunista párt könyvkereskedését vezette.

## Írásai a Korunkban[1]
- Az emberi nyelv keletkezésének új elmélete, Korunk, 1930, IX. 647-649. p. (Nyelvészet)
- Zola mai értelme, Korunk, 1930, IX. 669-671. p. (Émile Zola)
- A világháború erkölcstörténete, Korunk, 1930, XII. 909. p. (Történelem)
- Az ötéves terv, a nagy jelen és a kint rekedt író, Korunk, 1931, I. 66-68. p., (Orosz irodalom)
- Gyapjúáru Rt. /E./, Korunk, 1931, VII- VIII. 505-508. p. (Széppróza)
- Az első leány /Bogdanov/, Korunk, 1932, I. 67-69. p. (Bogdanov)